# Tikait Nagar
Tikait Nagar è una suddivisione dell'India, classificata come nagar panchayat, di 8.246 abitanti, situata nel distretto di Barabanki, nello stato federato dell'Uttar Pradesh. In base al numero di abitanti la città rientra nella classe V (da 5.000 a 9.999 persone).

## Geografia fisica
La città è situata a 26° 56' 60 N e 81° 34' 60 E e ha un'altitudine di 102 m s.l.m..

## Società

### Evoluzione demografica
Al censimento del 2001 la popolazione di Tikait Nagar assommava a 8.246 persone, delle quali 4.344 maschi e 3.902 femmine. I bambini di età inferiore o uguale ai sei anni assommavano a 1.301, dei quali 690 maschi e 611 femmine. Infine, coloro che erano in grado di saper almeno leggere e scrivere erano 4.454, dei quali 2.547 maschi e 1.907 femmine.